# Aframomum longipetiolatum
Aframomum longipetiolatum är en enhjärtbladig växtart som beskrevs av Jean Koechlin. Aframomum longipetiolatum ingår i släktet Aframomum och familjen Zingiberaceae.
Artens utbredningsområde är Gabon. Inga underarter finns listade i Catalogue of Life.